# 山本贵嗣
山本贵嗣（1959年1月1日—）是日本漫画家。出生于山口县防府市。中央大学毕业。
少年时代就立志成为漫画家，1977年离开故乡前往东京求学。1978年在大学期间以学生漫画家的身份出道。大学毕业后为了成为专业漫画家，进入小池一夫开办的动漫画师培训学校剧画村塾学习。剧画村塾毕业后成为春木悦巳的助手，不久后就开始了正式漫画家的生涯。
山本贵嗣有时也从事小说插画和游戏人设的工作，较著名的作品有游戏重装机兵系列中的角色设定原画。

## 作品表
- 弾
- エルフ17
- 恋はジャスミン
- シンバッド
- セイバーキャッツ
- 超人日記
- NESIA!!
- HINAKO!!!
- Mr.ボーイ
- 夢の掟
- 猟姫ナジャ
- 首輪物語
- 俊平1/50
- 不夜城
- 剣の国のアーニス
- 西遊少女隊
- 最終教師
- 紅壁虎